# Морозов, Фёдор Михайлович
Фёдор Миха́йлович Моро́зов (7 февраля 1883, Санкт-Петербург — 3 мая 1962, Ленинград) — российский и советский искусствовед, коллекционер, археолог, кандидат искусствоведческих наук (1939).

## Биография
Родился в Петербурге от незамужней крестьянки села Сушигориц Весьегонского уезда Тверской губернии Любови Ананьевны Морозовой и считался незаконнорожденным ребенком, на третий день после рождения, 9 февраля, младенца крестили в соборе Введения во Храм Пресвятой Богородицы — полковой церкви лейб-гвардейского Семёновского полка – с именем Фёдор в честь святого великомученика Феодора Стратилата. Определением Санкт-Петербургской казенной палаты Фёдор был оставлен при матери с присвоением ему отчества «Михайлов» и фамилии «Морозов», Фёдор Михайлович Морозов  был причислен к городскому мещанскому обществу.
Был принят учиться в четырехклассное городское Рождественское училище, после чего перешел в реальное училище, но «вследствие смерти родных» ушёл из пятого класса, после этого был принят на работу в контору Семянниковского литейно-механического завода. 
В 1904 году поступил послушником в Александро-Невскую лавру. Являясь насельником монастыря, Морозов неоднократно предлагал митрополиту Антонию создать внутри обители доступный для обозрения и изучения церковно-археологический музей лаврской старины. Его инициативу поддержал архимандрит Феофан, 17 апреля 1909 года митрополит дал согласие об образовании в лавре археологического музея. В конце июля 1909 года архимандрит Феофан (Туляков) подал митрополиту Антонию (Вадковскому) рапорт с просьбой назначить хранителем музея архимандрита Филарета, а его помощником — Фёдора Морозова.
С 1910 года Морозов учился  Археологическом институте.
20 апреля 1912 года Морозов, проучившись в институте двухлетний курс, не смог сдать экзамен по исторической географии у профессора С. М. Середонина. Под воздействием покровителей Морозова Середонин пересмотрел своё решение и 14 мая состоялся торжественный выпуск слушателей Археологического института, где Морозов получил свидетельство об окончании учебного заведения.
Осенью 1912 года Морозов совершил научно-археологические поездки по городам Италии, Германии, Австрии.
В 1912 году, после трёхмесячной поездки заграницу, Морозов стал вольным слушателем лекций историко-филологического факультета Императорского Санкт-Петербургского университета.
В июле и августе 1913 года Морозов занимался ремонтными работами в Древлехранилище.
В 1914 году избран действительным членом Новгородского церковно-археологического общества.
В 1914 году, в связи началом Первой мировой войны, Фёдор Михайлович добровольцем ушел на фронт в качестве санитара.
С 1917 года Морозов — ученый секретарь Комитета по охране памятников старины Трапезундского укрепленного района, учрежденного Кавказским комиссариатом. Член Русского археологического общества.
С 1921 года Морозов — научный сотрудник Всеукраинской академии наук, член Секции научных работников и Киевского губернского комитета охраны памятников искусства и старины Киевщины.
В 1925 году вернулся в Ленинград.
С 1 августа 1925 года по 25 июля 1929 года — сотрудник Музейного фонда Ленинградского отделения Главнауки Наркомпроса РСФСР.
С 5 июля 1929 года — внештатный научный сотрудник первого разряда Государственного Русского музея.
С 1930 по 1933 год — научный сотрудник 2-го разряда Государственного Русского музея.
С 7 мая 1933 года по 1962 год — старший научный сотрудник Государственного Эрмитажа по Музейному фонду и учету музейных памятников северо-западного Европейского искусства.
В 1936 году Квалификационная комиссия Академии художеств, рассмотрев документы Морозова, представила их в Москву в Высшую аттестационную комиссию Всесоюзного Комитета по делам Высшей школы при Совнаркоме СССР, для присуждения ему ученой степени кандидата искусствоведческих наук без
защиты диссертации.
В 1939 году Всесоюзный ВАК присвоил Морозову кандидатскую степень.
Умер 3 мая 1962 года после продолжительной и тяжелой болезни в Ленинграде. В Эрмитаже прошла гражданская панихида. Похоронен на Серафимовском кладбище.
Область научных интересов: охрана памятников искусства и письменности, история культуры Византии и Древней Руси.

### Книги
- Антиминс 1149 (6657) года / Антиминс тысяча сто сорок девятого 6657 года / Ф. Морозов. - Петроград : тип. М.А. Александрова, 1915. - [2], 13 с., 2 л. ил.; 28.
- Древлехранилище Свято-Троицкой Александро-Невской лавры : 1712 г.-1910 г. : Крат. опись. - Санкт-Петербург, 1910. - 116 с., 1 л. ил. : ил.; 21.

### Статьи
- Изображения на скалах восточного берега Онежского озера // Экономика и статистика Карелии. – 1927. – № 1–3. – С. 142–145.
- Церковные двери из Великого Устюга // Сообщения Государственного Эрмитажа. Т. XXIII. – Л., 1962. – С. 24–26.